# 茉莉花壇夢想館
茉莉花壇夢想館位於彰化縣花壇鄉，以茉莉花為主題的展覽博物館 。

## 歷史沿革

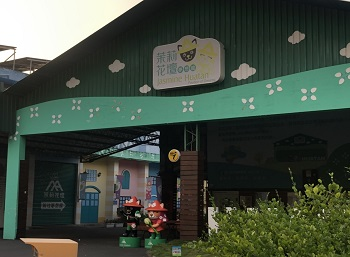
茉莉花壇夢想館大門口

1966年花壇鄉農會從台北八里引進種植茉莉花技術，由於氣候適宜加上砂石土壤排水系統良好，非常適合茉莉花生長，1960年代正值生產黃金時期，暢銷海內外市場，其成為花壇鄉農民的經濟命脈，其茉莉花產量為全台之冠，故彰化縣花壇鄉有「茉莉花故鄉」之稱。
隨著中國和越南等地，廉價傾銷的競爭，大量青年外流，勞動人口老化茉莉花種植面積不復全盛時期，許多農民改種其他作物，茉莉花小鎮的美名早已不在。2013年花壇鄉農會將70年以上的歷史的老穀倉，改建為全台唯一以茉莉花為主題的「茉莉花壇夢想館」，紀念茉莉花的全盛時期。

## 外部連結
- 茉莉花壇夢想館官方網站 （页面存档备份，存于）
- 茉莉花壇夢想館的Facebook專頁
- YouTube上的重振“茉莉花小鎮”美名【台灣真善美】2019.06.16
- YouTube上的《花壇茉莉香》客家新聞雜誌第551集